# Dactylispa monticola
Dactylispa monticola es una especie de insecto coleóptero de la familia Chrysomelidae.
Fue descrita científicamente en 1890 por Gestro.